# إيليسيو كوينتانايلا
إيليسيو أنطونيو كوينتانايلا أورتيز (بالإسبانية: Eliseo Quintanilla Ortiz) (مواليد 5 فبراير 1983 في لا ليبيرتاد) لاعب كرة قدم سلفادوري دولي يجيد اللعب في خط الوسط . يلعب حاليا لصالح نادي لويس أنخل فيربو السلفادوري منذ 2010 .

## روابط خارجية
- إيليسيو كوينتانايلا على موقع الاتحاد الدولي (مؤرشف)  (الإنجليزية)
- إيليسيو كوينتانايلا على موقع الدوري الأمريكي (الإنجليزية)
- إيليسيو كوينتانايلا على موقع قاعدة بيانات كرة القدم.إي يو (الإنجليزية)
- إيليسيو كوينتانايلا على موقع ناشيونال فوتبول تيمز (الإنجليزية)
- إيليسيو كوينتانايلا على موقع عالم كرة القدم.نت (الإنجليزية)